# 平均红细胞血红蛋白含量

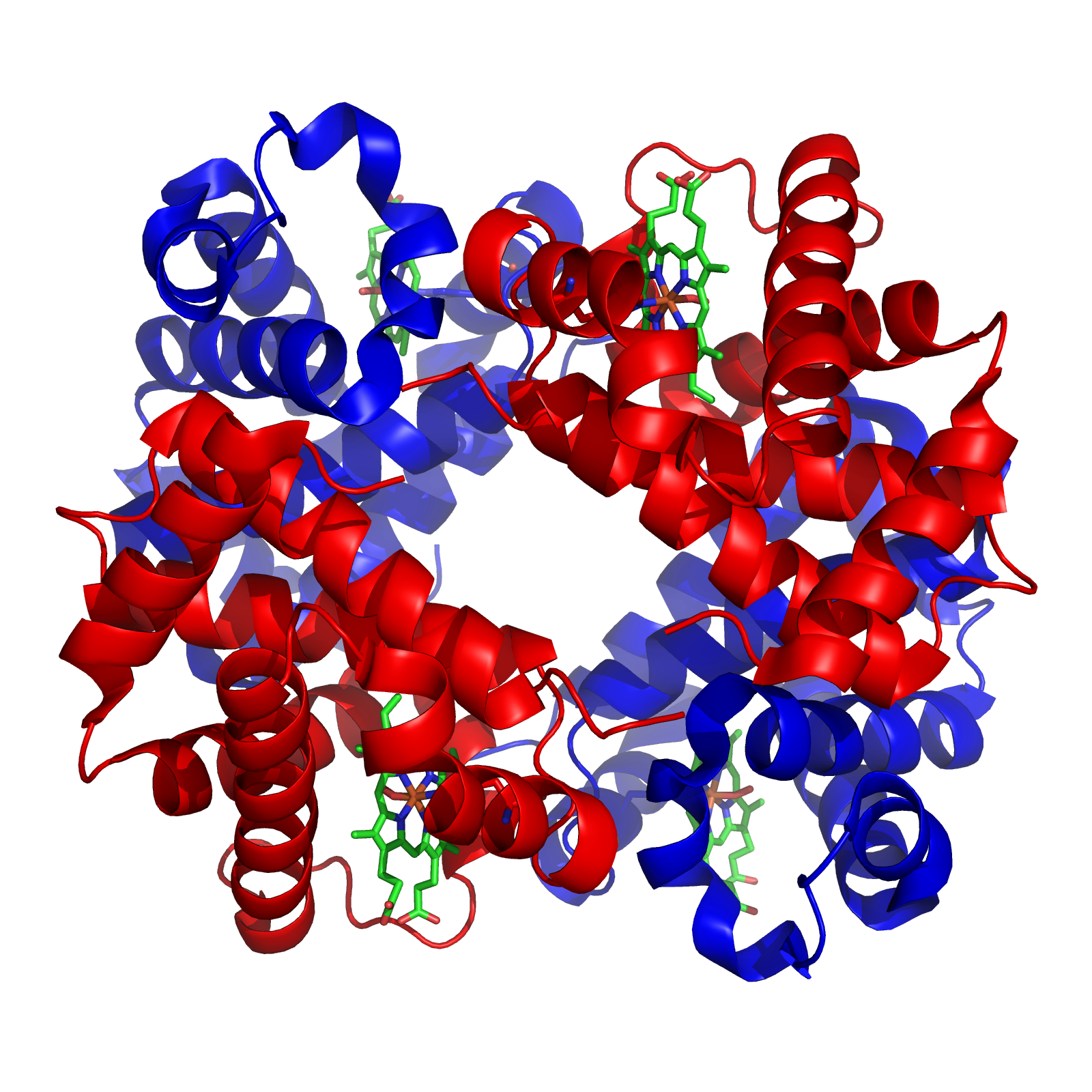
血红蛋白

平均红细胞血红蛋白含量（英語：mean corpuscular hemoglobin，MCH ）是血液样本中每个红细胞的血红蛋白的平均含量，它是标准全血细胞计数的一项检测参数。低色素性贫血时平均红细胞血红蛋白含量值会降低。
平均红细胞血红蛋白含量以皮克（1克=1012皮克，缩写为pg）为单位，计算方法是将血红蛋白的总质量除以一定量血液中的红细胞数量，具体计算公式为：
平均红细胞血红蛋白含量（皮克）=每升血液中的血红蛋白浓度×1012/每升血液中的红细胞数。
人类的正常平均红细胞血红蛋白含量值为27至33皮克(pg)/细胞。每个红细胞中的血红蛋白量取决于血红蛋白的合成和红细胞的大小。
红细胞的质量主要取决于其血红蛋白分子中的铁含量，因此以皮克（pg）为单位的平均红细胞血红蛋白含量值可近似反映单个红细胞的质量。在缺铁性贫血患者中，由于血红蛋白合成不足，红细胞质量显著降低，当平均红细胞血红蛋白含量值低于27pg时，可作为诊断缺铁性贫血的一个重要指标。
当血红蛋白合成减少或红细胞小于正常值（如缺铁性贫血）时，平均红细胞血红蛋白含量就会降低。1pg血红蛋白转换为国际单位制为0.06207飞摩尔(fmol)。平均红细胞血红蛋白含量正常值参考范围转换为国际单位制为1.68 – 1.92fmol/细胞。